# Підприємницький кодекс Республіки Казахстан
Підприємницький кодекс Республіки Казахстан (каз. Кәсіпкерлік кодекс) — кодифікований акт законодавства Республіка Казахстан, що систематизував правові засади підприємницьких відносин, встановив форми і засоби державного регулювання підприємництва та державної підтримки бізнесу.
Кодекс прийнято 29 жовтня 2015 року. Основна частина положень Кодексу набрала чинності із 1 січня 2016 року.
Поряд з Кодексом прийнятий супутній закон, спрямований на приведення норм окремих законів Республіки Казахстан у відповідність з Підприємницьким кодексом, яким вносяться зміни та доповнення в 11 кодексів і 99 законів (Предпринимательский кодекс Республики Казахстан от 29 октября 2015 года// Казахстанская правда от 03.11.2015 года № 210 (28086).
При прийнятті Кодексу були скасовані закони «Про приватне підприємництво», «Про інвестиції», «Про конкуренцію», «Про державний контроль і нагляд в Республіці Казахстан», «Про селянське або фермерське господарство», «Про державну підтримку індустріально-інноваційної діяльності.
Кодексом закріплені єдині принципи, на базі яких взаємодіють суб'єкти підприємництва і держава. При цьому деякі із запроваджених принципів є нововведенням. До таких належать принципи: соціальної відповідальності підприємництва; обмеженої участі держави у підприємницькій діяльності; саморегулювання в сфері підприємництва; взаємної відповідальності суб'єктів підприємництва і держави.
Кодексом запроваджено інститут Бізнес-Омбудсмена.
Визначено основні способи та форми захисту підприємців, у тому числі позасудові.
Кодифікація бізнес-законодавства у Республіці Казахстан дозволила вивести регулювання засад взаємин між державою та бізнесом на новий рівень з урахуванням того, що кодифіковані акти в Республіці мають вищу юридичну силу за звичайні закони відповідно до її Конституції.

## Основна мета Кодексу
Основна мета Кодексу, закріплена у його преамбулі, — визначити правові, економічні та соціальні умови і гарантії, що забезпечують свободу підприємництва в Республіці Казахстан, регулювати суспільні відносини, що виникають у зв'язку з взаємодією суб'єктів підприємництва і держави, в тому числі державним регулюванням і підтримкою підприємництва.
У професійному середовищі основною метою кодексу визначається „вибудовування партнерських взаємин між підприємцем і державою“.

## Історія прийняття та дискусії навколо Кодексу
Рішення про кодифікацію законодавства про підприємництво було прийнято у 2009 році. Зокрема, у концепції правової політики Республіки Казахстан на період з 2010 до 2020 року, затвердженої Указом Глави держави 24 серпня 2009 року № 858, було зазначено: „Підприємницький кодекс повинен стати гарантом забезпечення балансу публічних і приватних інтересів при здійсненні підприємницької діяльності шляхом встановлення на нормативному рівні загальнообов'язкових правил поведінки (приписів)“.
Кодифікаційна робота була здійснена Міністерством юстиції та Інститутом законодавства Республіки Казахстан відповідно до доручення Заступника Керівника Адміністрації Президента Республіки Казахстан від 13.01.2011 року № 51-11.30, пункту 39-1 Плану законопроектних робіт Уряду Республіки Казахстан на 2014 рік, затвердженого постановою Уряду Республіки Казахстан від 31 грудня 2013 року № 1547.
Розробка кодексу супроводжувалася гострою дискусією прибічників та супротивників кодифікації підприємницького права, що, як відзначається казахстанськими юристами, асоціювався „із давнім спором, який виник у 1960 роки і був пов'язаний із зародженням теорії господарського права“. На адресу проекту Кодексу лунала критика з боку вчених цивілістичного напряму, що заперечували доцільність ухвалення кодексу та наполягали навіть на загрозі „розвалу“ правової системи Казахстану».
На підтримку кодексу виступила Торгово-промислова палата та бізнес-середовище Республіки Казахстан, група казахстанських вчених. Активну підтримку прийняттю Підприємницького кодексу Казахстану надали вчені господарсько-правового напряму України. 
Протягом 2011—2014 років було перероблено кілька редакцій проекту Кодексу та проведена робота щодо відмежування предмету його регулювання від предмету регулювання Цивільного кодексу.

## Структура Кодексу
Підприємницький кодекс складається із 7 розділів, 31 глави та 324 статті.
РОЗДІЛ 1. ЗАГАЛЬНІ ПОЛОЖЕННЯ

Глава 1. ПРАВОВІ ЗАСАДИ ВЗАЄМОДІЇ СУБ'ЄКТІВ ПІДПРИЄМНИЦТВА ТА ДЕРЖАВИ

Глава 2. СУБ'ЄКТИ ПІДПРИЄМНИЦТВА ТА УМОВИ ЇХ ФУНКЦІОНУВАННЯ

Параграф 1. Загальні положення про суб'єктів підприємництва

Параграф 2. Суб'єкти індивідуального підприємництва

Параграф 3. Підприємництво юридичних осіб

Глава 3. ОБ'ЄДНАННЯ СУБ'ЄКТІВ ПІДПРИЄМНИЦТВА ТА УМОВИ ЇХ ФУНКЦІОНУВАННЯ

РОЗДІЛ 2. ВЗАЄМОДІЯ СУБ'ЄКТІВ ПІДПРИЄМНИЦТВА ТА ДЕРЖАВИ

Глава 4. УЧАСТЬ СУБ'ЄКТІВ ПІДПРИЄМНИЦТВА В НОРМОТВОРЧОСТІ

Глава 5. ДЕРЖАВНО-ПРИВАТНЕ ПАРТНЕРСТВО

Глава 6. СОЦІАЛЬНА ВІДПОВІДАЛЬНІСТЬ ПІДПРИЄМНИЦТВА

Глава 7. ДЕРЖАВНЕ РЕГУЛЮВАННЯ ПІДПРИЄМНИЦТВА

Глава 8. ДЕРЖАВНА ПІДТРИМКА ПРИВАТНОГО ПІДПРИЄМНИЦТВА

РОЗДІЛ 3. ФОРМИ І ЗАСОБИ ДЕРЖАВНОГО РЕГУЛЮВАННЯ ПІДПРИЄМНИЦТВА

Глава 9. ДОЗВОЛИ ТА ПОВІДОМЛЕННЯ

Глава 10. ТЕХНІЧНЕ РЕГУЛЮВАННЯ

Глава 11. ДЕРЖАВНЕ РЕГУЛЮВАННЯ ЦІН І ТАРИФІВ

Глава 12. ОБОВ'ЯЗКОВЕ СТРАХУВАННЯ

Глава 13. ДЕРЖАВНИЙ КОНТРОЛЬ І НАГЛЯД

Параграф 1. Загальні положення про державний контроль і нагляд

Параграф 2. Порядок організації та проведення перевірок

Параграф 3. Контроль за дотриманням умов інвестиційних контрактів

РОЗДІЛ 4. ЕКОНОМІЧНА КОНКУРЕНЦІЯ

Глава 14. КОНКУРЕНЦІЯ

Глава 15. МОНОПОЛІСТИЧНА ДІЯЛЬНІСТЬ

Глава 16. НЕДОБРОСОВІСНА КОНКУРЕНЦІЯ

Глава 17. УЧАСТЬ ДЕРЖАВИ У ПІДПРИЄМНИЦЬКІЙ ДІЯЛЬНОСТІ

Глава 18. ЗАХИСТ КОНКУРЕНЦІЇ

Глава 19. ВЗАЄМОДІЯ АНТИМОНОПОЛЬНОГО ОРГАНУ З ПРАВООХОРОННИМИ ОРГАНАМИ РЕСПУБЛІКИ КАЗАХСТАН І АНТИМОНОПОЛЬНИМИ ОРГАНАМИ ІНШИХ ДЕРЖАВ

Глава 20. ВИЯВЛЕННЯ ПОРУШЕНЬ ЗАКОНОДАВСТВА РЕСПУБЛІКИ КАЗАХСТАН У СФЕРІ ЗАХИСТУ КОНКУРЕНЦІЇ

Глава 21. ПРИПИНЕННЯ ПОРУШЕНЬ ЗАКОНОДАВСТВА РЕСПУБЛІКИ КАЗАХСТАН У СФЕРІ ЗАХИСТУ КОНКУРЕНЦІЇ І ПЕРЕГЛЯД ВИМОГ АНТИМОНОПОЛЬНОГО ОРГАНУ

РОЗДІЛ 5. ОСНОВНІ НАПРЯМИ І ВИДИ ДЕРЖАВНОЇ ПІДТРИМКИ ПРИВАТНОГО ПІДПРИЄМНИЦТВА

Глава 22. ДЕРЖАВНА ПІДТРИМКА МАЛОГО І СЕРЕДНЬОГО ПІДПРИЄМНИЦТВА

Глава 23. ДЕРЖАВНА ПІДТРИМКА АГРОПРОМИСЛОВОГО КОМПЛЕКСУ ТА НЕСІЛЬСЬКОГОСПОДАРСЬКОГО ВИДІВ ПІДПРИЄМНИЦЬКОЇ ДІЯЛЬНОСТІ У СІЛЬСЬКОЇ МІСЦЕВОСТІ

Глава 24. ДЕРЖАВНА ПІДТРИМКА ІНДУСТРІАЛЬНО-ІННОВАЦІЙНОЇ ДІЯЛЬНОСТІ

Параграф 1. Індустріально-інноваційна діяльність

Параграф 2. Індустріально-інноваційна система Республіки Казахстан

Параграф 3. Державна підтримка суб'єктів індустріально-інноваційної діяльності

Глава 25. ДЕРЖАВНА ПІДТРИМКА ІНВЕСТИЦІЙНОЇ ДІЯЛЬНОСТІ

Параграф 1. Правовий режим інвестицій

Параграф 2. Державна підтримка інвестицій

Глава 26. СПЕЦІАЛЬНІ ЗАХИСНІ, АНТИДЕМПІНГОВІ ТА КОМПЕНСАЦІЙНІ ЗАХОДИ ЩОДО ТРЕТІХ КРАЇН

РОЗДІЛ 6. ФОРМИ І СПОСОБИ ЗАХИСТУ ПРАВ СУБ'ЄКТІВ ПІДПРИЄМНИЦТВА

Глава 27. ЗАХИСТ ПРАВ СУБ'ЄКТІВ ПІДПРИЄМНИЦТВА

Глава 28. УПОВНОВАЖЕНИЙ ІЗ ЗАХИСТУ ПРАВ ПІДПРИЄМЦІВ КАЗАХСТАНУ. ІНВЕСТИЦІЙНИЙ ОМБУДСМЕН

Параграф 1. Правовий статус Уповноваженого з захисту прав підприємців Казахстану

Параграф 2. Правовий статус інвестиційного омбудсмена

Глава 29. ОСКАРЖЕННЯ РІШЕНЬ, ДІЙ (БЕЗДІЯЛЬНОСТІ) ДЕРЖАВНИХ ОРГАНІВ ТА ПОСАДОВИХ ОСІБ

РОЗДІЛ 7. ВІДПОВІДАЛЬНІСТЬ ЗА ПОРУШЕННЯ ЗАКОНОДАВСТВА РЕСПУБЛІКИ КАЗАХСТАН У СФЕРІ ПІДПРИЄМНИЦТВА. ПЕРЕХІДНІ ТА ЗАКЛЮЧНІ ПОЛОЖЕННЯ

Глава 30. ВІДПОВІДАЛЬНІСТЬ ЗА ПОРУШЕННЯ ЗАКОНОДАВСТВА РЕСПУБЛІКИ КАЗАХСТАН У СФЕРІ ПІДПРИЄМНИЦТВА

Глава 31. ПЕРЕХІДНІ ТА ЗАКЛЮЧНІ ПОЛОЖЕННЯ